# Wintersportmuseum
Das Wintersportmuseum Mürzzuschlag befindet sich in der Stadtgemeinde Mürzzuschlag des Bezirks Bruck-Mürzzuschlag im Nordosten der Steiermark (Österreich).

## Geschichte
Der Mürzzuschlager Gastwirt und Skipionier Toni Schruf und der Grazer Sektfabrikant Max Kleinoscheg gelten als Begründer des alpinen Skilaufes im mitteleuropäischen Raum.
In Mürzzuschlag wurde auch der erste Skiwettlauf Mitteleuropas am 2. Februar 1893 ausgetragen.
Das Rennen fand auf der Wasserleitungswiese (Pernreit) statt. Die Strecke war 10 m breit, ca. 600 m lang, mit einer Neigung von ca. 9,5°. Es nahmen 20 Männer, 5 Frauen und 7 Buben daran teil. Samson (ein Norweger) gewann das Rennen. Beim Damenrennen siegte Mizzi Angerer aus Wien. Zur Belustigung der Zuschauer fuhr Samson anschließend über einen Misthaufen und sprang 6 Meter weit.
Aus diesen Gründen wurde am 20. November 1947 die Errichtung des Wintersportmuseums Mürzzuschlag beschlossen und Theodor Hüttenegger mit der Einrichtung betraut. Anfangs konnten nur Kellerräume im Mürzzuschlager Rathaus zur Verfügung gestellt werden. 1966 übersiedelte das Museum in das ehemalige Forstgebäude in der Wienerstraße 79.

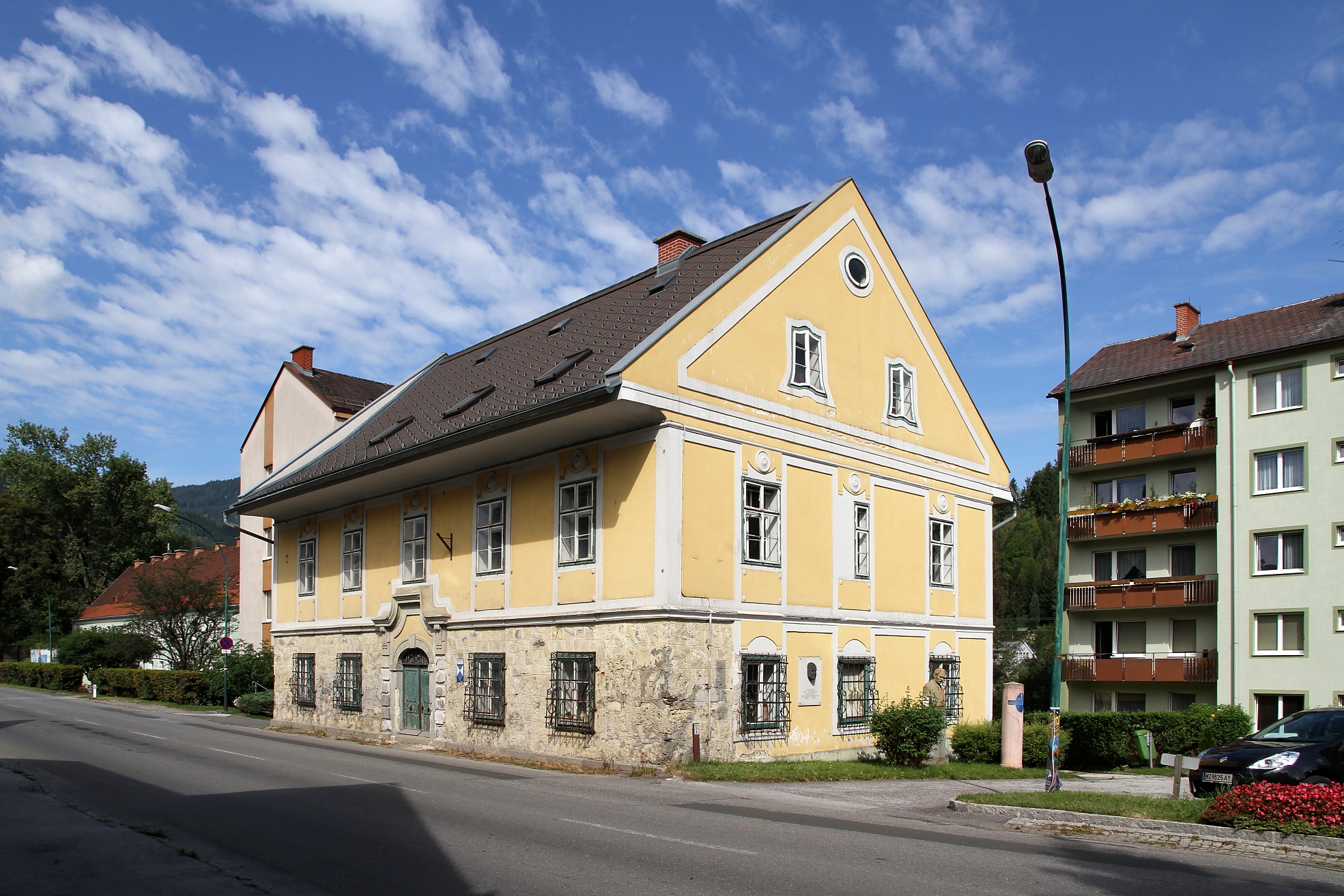
Von 1966 bis 2003 war das Wintersportmuseum in diesem denkmalgeschützten Gebäude untergebracht.

Der Kustos des Museums ab 1982 war Hans Heidinger, der Nachfolger des Gründers Theodor Hüttenegger. 1997 wurde Hannes Nothnagl mit der Leitung betraut.
In Oslo 1998 bei der 1. FIS Skihistorischen Konferenz wurde das Wintersportmuseum Mürzzuschlag zusammen mit den Museen in Oslo, Lahti und New Hampshire zum FIS-Museum ernannt.
2004 erfolgte aus Platzgründen der Umzug in das Stadtzentrum von Mürzzuschlag. Das Wintersportmuseum hat heute die weltweit größte und umfassendste Sammlung wintersporthistorischer Exponate aufzuweisen.